# Vårantennmal
Vårantennmal (Nematopogon swammerdamellus) är en fjärilsart som först beskrevs av Carl von Linné 1758.  Vårantennmal ingår i släktet Nematopogon, och familjen antennmalar. Arten är reproducerande i Sverige.

## Bildgalleri

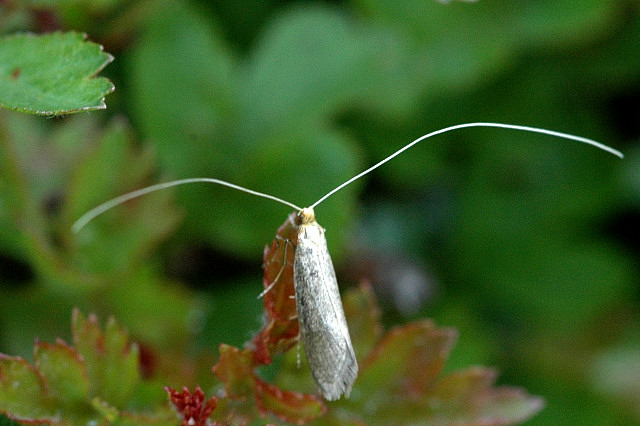
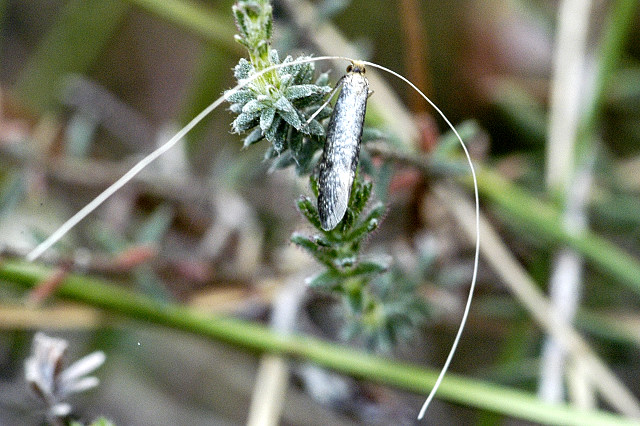
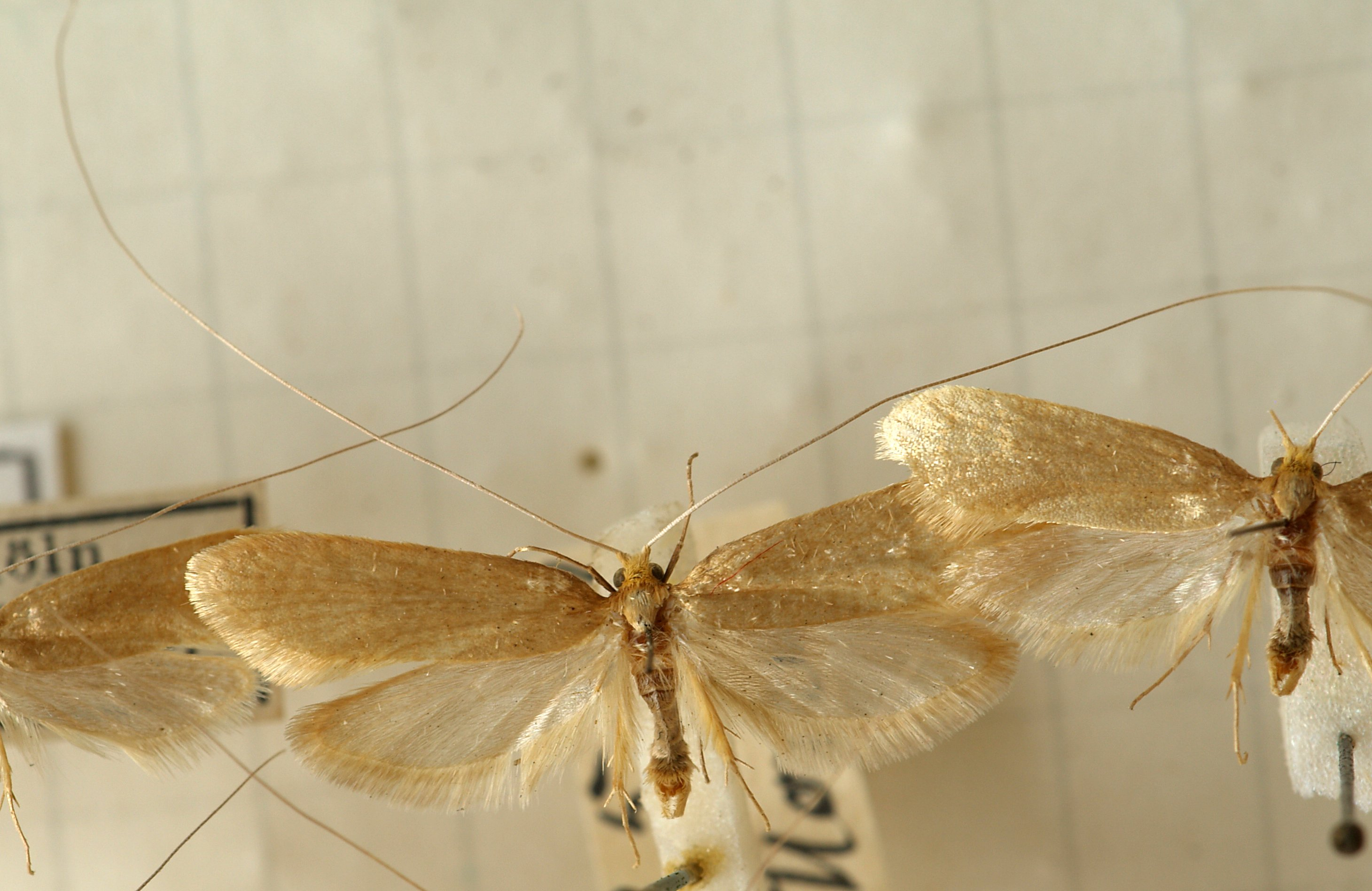